# Capel (Kent)
Pour les articles homonymes, voir Capel.
Capel est une paroisse civile et un village du Kent, en Angleterre.